# Whitcombe (rivière)
La rivière Whitcombe  (anglais : Whitcombe River) est un cours d’eau de la région de la  West Coast de l’Île du Sud de la Nouvelle-Zélande et un affluent du fleuve Hokitika.

## Géographie
Elle s’écoule vers le nord pour atteindre le fleuve Hokitika à 30 kilomètres au sud de la ville d’Hokitika.